# Ptolemaios Keraunos
Ptolemaios Keraunos var kung av Makedonien från 281 till 279 f.Kr.